# Manuel Carvalho da Silva

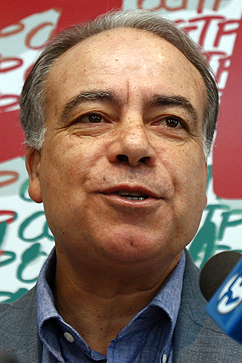
Manuel Carvalho da Silva (2007)

Manuel Carvalho da Silva (* 2. November 1948 in Viatodos, Kreis Barcelos) ist ein portugiesischer Gewerkschafter und Soziologe.

## Leben
Er stammt aus einer Familie von Kleinbauern. Nach einer Lehre zum Elektromonteur in Braga (Abschluss 1965) arbeitete er als Elektriker. Nach dem Militärdienst, den er von 1970 bis 1972 im portugiesischen Kolonialkrieg in Cabinda ableisten musste, arbeitete er weiter als Elektriker. Seit November 1973 war er bei der nordportugiesischen Firma Electromecânica Portuguesa - Preh beschäftigt und blieb bis März 2011 dort angestellt. Mit der Nelkenrevolution und dem Ende des Estado-Novo-Regimes 1974 wurde er gewerkschaftlich aktiv und war bis 2011 Vertreter der Belegschaft der Preh.
1976 wurde er Versammlungspräsident des Sindicato dos Trabalhadores das Indústrias Elétricas do Norte, einer Gewerkschaft der Elektroindustrie Nordportugals. Nach seiner Wahl in den Vorstand des Gewerkschaftsbundes Confederação Geral de Trabalhadores Portugueses - Intersindical Nacional (CGTP-IN) 1977 wurde er 1986 ihr Koordinator, ab 1999 wurde der Titel in Generalsekretär geändert. Bis Januar 2012 blieb Silva Generalsekretär des größten Gewerkschaftsbundes Portugals. Er ist zudem Mitglied des Exekutivausschusses des Europäischen Gewerkschaftsbundes.
Nach seinem Diplom in Soziologie am ISCTE - Instituto Universitário de Lisboa im Jahr 2000, mit einer Arbeit über Probleme im Arbeitsalltag der Grundig-Betriebe in Braga und dem Ave-Tal, wurde er 2007 am ISCTE promoviert. Verschiedene soziologische Bücher und Werke zu Gewerkschaftsthemen sind von ihm erschienen.